# Ratdog
 (décembre 2017).

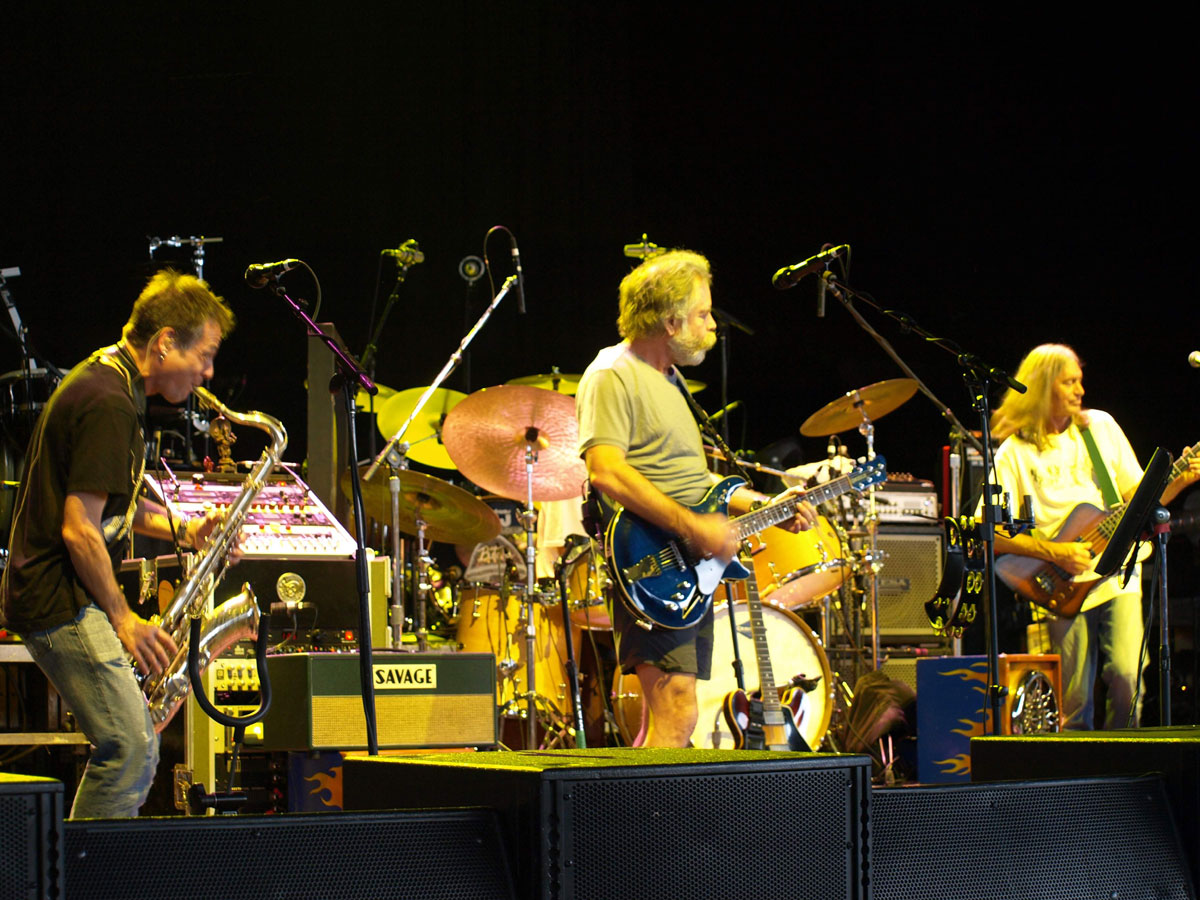
Ratdog sur scène à Holmdel en 2009.

Ratdog, également connu sous le nom de Bob Weir and Ratdog, est un groupe américain de rock.
Le groupe a été formé en 1995 par le guitariste Bob Weir et le bassiste Rob Wasserman, connus pour leur participation au groupe Grateful Dead.
Ratdog joue des morceaux de Bob Dylan (comme Knockin' on Heaven's Door), des Beatles (comme Blackbird), de Chuck Berry (Johnny B. Goode), des chansons du répertoire de Grateful Dead (comme China Cat Sunflower) et des chansons traditionnelles (comme I Know You Rider) auxquels s'ajoutent quelques morceaux originaux. Son répertoire comporte plus de 150 chansons.

## Formation et début
À la fin des années 1980, Bob Weir et Rob Wasserman (bassiste) ont joué pendant sept ans sous divers noms de groupe comme Weir-Wasserman et Scaring the Children. En 1994, Bob Weir et Wasserman participent au festival de Woodstock. Jay Lane (batteur) et Matthew Kelly (guitare et harmonica) rejoignent le groupe en 1995. Ils se présentent avec le groupe au complet pour la première fois le 22 avril 1995 sous le nom de Friends of Montezuma puis Ratdog Revue. Ils jouent leur premier concert comme Ratdog le 8 août 1995. Cela coïncide avec la dissolution du groupe Grateful Dead en décembre 1995, après la mort de Jerry Garcia le 9 août 1995.

## Musiciens invités
Depuis sa formation, beaucoup de musiciens d'invité ont joué avec RatDog, en particulier des membres du Grateful Dead Mickey Hart, Bill Kreutzmann, Donna Jean Godchaux et Bruce Hornsby mais aussi d'autres invités très connus comme Joan Baez, Warren Haynes, Ekoostik Hookah, Trey Anastasio, Les Claypool, John Popper, Dickey Betts, Sammy Hagar, et Keller Williams.

## Discographie
- Evening Moods (2000)
- Live at Roseland (2001)